# 小叶密花远志
小叶密花远志（学名：Polygala tricornis var. obcordata）为远志科远志属下的一个变种。